# Sondaż
Sondaż – rodzaj statystycznych badań opinii publicznej, mających na celu estymację zmiennych ilościowych, oraz zbiór danych jakościowych, w próbie statystycznej z danej populacji. Jest stosowany do badania postaw i preferencji w wielu dziedzinach, m.in. w handlu, czy w politologii w okresie poprzedzającym wybory (sondaż wyborczy).
Przy pełnym dochowaniu założeń metody, oszacowania ilościowe obejmują rzeczywiste populacyjne wartości zmiennych z częstością odpowiadającą wybranemu przedziałowi ufności (marginesowi błędu). Prawidłowo przeprowadzony sondaż powinien cechować się przede wszystkim losowością próby dla wybranej populacji. W idealnej sytuacji, już próba losowa rzędu kilku tysięcy obserwacji przekłada się na margines błędu dla proporcji mniejszy niż kilka procent, niezależnie od rozmiaru całej populacji. W praktyce, niedoskonała losowość wymaga z reguły kompensacji przy pomocy odpowiednich metod badawczych i analitycznych.
Badania sondażowe mają zazwyczaj charakter metod ilościowych, pozwalając na dokładne badanie wąsko określonego zjawiska. Metody jakościowe pozwalają dodatkowo objąć dane kontekstowe, i nieprzewidziane pytania i odpowiedzi, są jednak trudniejsze, bardziej pracochłonne i mniej dokładne. Typową formą sondaży są ankiety, kwestionariusze i wywiady. Osoby udzielające odpowiedzi na pytania ankietowe nazywane są respondentami.
W Polsce badaniem opinii publicznej i przeprowadzaniem sondaży zajmuje się wiele wyspecjalizowanych firm.

## Wybrane techniki sondażowe
1. Technika z występowaniem ankietera (ang. researcher-administered surveys) oraz wypełniane samodzielnie przez respondentów (ang. self-administred surveys):
- wywiad osobisty w domu respondenta
- wywiad osobisty w miejscu publicznym (w tym wywiady audytoryjne)
- wywiad osobisty wspomagany komputerowo (CAPI)
- wywiad telefoniczny tradycyjny
- wywiad telefoniczny wspomagany komputerowo (CATI)
- wywiad internetowy wspomagany komputerowo (CAWI).

2. Techniki niewymagające uczestnictwa ankietera:
- ankieta pocztowa
- ankieta internetowa[6][7][8]

Wybór techniki zależy od:
- specyfiki populacji
- czasu i budżetu przeznaczonych na realizację badania
- wielkości próby
- celu badania i problematyki badawczej
- założonej precyzji wnioskowania[9]